# Parlamentsvalet i Kroatien 2011
Parlamentsvalet i Kroatien 2011 ägde rum den 4 december 2011. 
Valet gällde de 151 platserna i Sabor, parlamentet i Kroatiens lagstiftande församling samt val till ny premiärminister.

## Valet
Valet vann Zoran Milanović med Kuckeliku-koalitionen ledd av Kroatiens socialdemokratiska parti och innehåller förutom socialdemokraterna också Kroatiska folkpartiet – liberaldemokraterna, Istriska demokratiska församlingen och Kroatiska pensionärspartiet.

## Valresultat
| Parti | Parti                                                                                                 | Akronym | Ideologi                                                                   | Partiledare           | Mandat i Kroatiens parlament |
| ----- | --- | ------- | -------------------------------------------------------------------------- | --------------------- | ---------------------------- |
|       | Kroatiska demokratiska unionen Hrvatska demokratska zajednica                                         | HDZ     | Center-höger, kristdemokrati                                               | Jadranka Kosor        | 65                           |
|       | Kroatiens socialdemokratiska parti Socijaldemokratska partija Hrvatske                                | SDP     | Center-vänster, socialdemokrati                                            | Zoran Milanović       | 53                           |
|       | Kroatiska bondepartiet Hrvatska seljačka stranka                                                      | HSS     | Agrar, moderat, kristdemokrati                                             | Josip Friščić         | 6                            |
|       | Kroatiska folkpartiet – liberaldemokraterna Hrvatska narodna stranka - liberalni demokrati            | HNS     | Liberalism, fri marknad, progressivitet                                    | Radimir Čačić         | 5                            |
|       | Slavoniens och Baranjas kroatiska demokratiska förbund Hrvatski demokratski savez Slavonije i Baranje | HDSSB   | Regionalism, konservatism, populism                                        | Vladimir Šišljagić    | 4                            |
|       | Istriska demokratiska församlingen Istarski demokratski sabor                                         | IDS     | Istrisk regionalism, populism, antifascism, socialliberalism               | Ivan Jakovčić         | 3                            |
|       | Självständiga demokratiska serbiska partiet Samostalna demokratska srpska stranka                     | SDSS    | Serbisk minoritetspolitik, socialdemokrati, liberal demokrati, antifascism | Vojislav Stanimirović | 3                            |
|       | Kroatiska pensionärspartiet Hrvatska stranka umirovljenika                                            | HSU     | Enfrågeparti (pensionärers rättigheter)                                    | Silvano Hrelja        | 1                            |
|       | Kroatiska rättspartiet dr. Ante Starčević Hrvatska stranka prava dr. Ante Starčević                   | HSP-AS  | Kroatisk nationalism, populism, euroskepticism                             | Ruža Tomašič          | 1                            |
|       | Kroatiska labouristerna – Arbetarpartiet Hrvatski laburisti - Stranka rada                            | HL      | Arbetarnas rättigheter, populism                                           | Dragutin Lesar        | 1                            |
|       | Kroatiska socialdemokraterna Hrvatski socijaldemokrati                                                | HSD     | Socialdemokrati, antiglobalisering                                         | Ivica Pančić          | 1                            |